# Château Lacour (Sainte-Marie-aux-Mines)
Le château Lacour est un monument historique situé à Sainte-Marie-aux-Mines, dans le département français du Haut-Rhin.

## Localisation
Ce bâtiment est situé au 237, rue Clemenceau à Sainte-Marie-aux-Mines.

## Historique
L'édifice fait l'objet d'une inscription au titre des monuments historiques depuis 1999.